# Семибугоринська сільська рада
Семибугоринська сільська рада (рос. Семибугоринский сельский совет) — муніципальне утворення у складі Камизяцького району Астраханської області, Російська Федерація. Адміністративний центр — село Семибугри.

## Географічне положення
Сільська рада розташована у крайній північно-східній частині району, межуючи із Володарським та Приволзьким районами. Територією сільради протікають протоки Волги Болда, Кафтаник, Царев, Тузуклей, Велика Янчоха, Верхня та Нижня Веселовська, Велика Чорна та інші.

## Історія
Сільрада була утворена 1919 року у складі Семибугоринської волості Астраханського повіту, пізніше Зацеревського району. 1925 року передана до складу новоствореного Камизяцького району.

## Населення
Населення — 2755 осіб (2013; 2555 в 2010).

## Склад
До складу поселення входять такі населені пункти:
| Населений пункт     | Населення, осіб (2010) |
| ------------------- | ---------------------- |
| Бараній Бугор, село | 225                    |
| Бірючек, село       | 552                    |
| Семибугри, село     | 1778                   |

## Господарство
Провідною галуззю господарства виступає сільське господарство. Земельний фонд включає 24,8 км² сільськогосподарських земель, з яких рілля займає 46,5%, пасовиська 28,4% та сінокоси — 25,1%. Тваринництво займається розведенням великої рогатої худоби, овець, кіз, коней та птахів. Відповідно основною продукцією виступають м'ясо, молоко, шерсть та яйця. Рослинництво займається вирощуванням овочів, зернових та картоплі. У сільраді розвинено рибальство.
Серед закладів соціальної сфери у сільраді діють лікарська амбулаторія, дитячий садок, середня школа, будинок культури, сільська бібліотека. Діють також 4 магазини.
Транспорт у сільраді представлений автомобільною дорогою Камизяк-Семибугри та судноплавними протоками Волги.